# Kanton Craponne-sur-Arzon
Kanton Craponne-sur-Arzon (fr. Canton de Craponne-sur-Arzon) je francouzský kanton v departementu Haute-Loire v regionu Auvergne. Tvoří ho osm obcí.

## Obce kantonu
- Beaune-sur-Arzon
- Chomelix
- Craponne-sur-Arzon
- Jullianges
- Saint-Georges-Lagricol
- Saint-Jean-d'Aubrigoux
- Saint-Julien-d'Ance
- Saint-Victor-sur-Arlanc